# Zarneh
Zarneh (persiska: زرنه, Zarrīneh, كَنی رَزنِه) är en ort i Iran.   Den ligger i provinsen Ilam, i den västra delen av landet, 500 km väster om huvudstaden Teheran. Zarneh ligger 1 079 meter över havet och antalet invånare är 2 909.
Terrängen runt Zarneh är kuperad. Runt Zarneh är det ganska tätbefolkat, med 54 invånare per kvadratkilometer. Närmaste större samhälle är Eyvān, 16,3 km sydost om Zarneh. Trakten runt Zarneh består till största delen av jordbruksmark.